# Јован Комнин Дука Палеолог Синадин
Јован Комнин Дука Палеолог Синадин (средњегрчки: Ἰωάννης Κομνηνός Δούκας Παλαιολόγος Συναδηνός) је био византијски аристократа и војсковођа с почетка 14. века који је носио титулу великог констабла.
Јован је био син великог стратопаедарха Јована Синадина и Теодоре Палеологине. Он је брат протостратора Теодора Синадина. Од мајке је наследио презиме Палеолог.
Женио се два пута. Његова прва жена била је Томаида Комнина Дукина Ласкарина Кантакузина Палеологина, која је била потомак Ласкариса и Палеолога, али прецизнији подаци о њеним родитељима недостају. Томаида и Јован су имали две ћерке:
- Ирина Комнин Кантакузин Палеолог Асен, удата око 1330. године, за Михаила Комнина Торника Асена Палеолога;[5][3]
- Ана Филантропин Кантакузин Комнин Палеолог Вријени.[3]

Његова друга супруга била је Ирина Ласкарис Дука Палеолог, са којом је приказан у Повељи манастира Пресвете Богородице Сигурне Наде, који је основала његова мајка Теодора. О Јовановој војно-политичкој каријери мало се зна – познато је само да је деловао као изасланик цара Андроника III Палеолога код његовог деде цара Андроника II Палеолога у последњој етапи грађанског рата између њих (1321 – 1328).